# Baris
Baris is een traditionele krijgsdans die de mannelijkheid van de Balinese krijger uitbeeldt. Er worden ook wapens gebruikt.
Baris betekent rij. De dans wordt begeleid door gamelanmuziek.